# 长叶车前
长叶车前（學名：Plantago lanceolata） 又名窄叶车前、欧车前、披针叶车前，为车前屬的品种之一，是一种多年生草本植物，株高约5至50厘米，根深可达60厘米左右。在英语世界里普遍被称为 ribwort plantain、English plantain、buckhorn plantain 或narrowleaf plantain。长叶车前原产于欧洲，是中欧广泛使用的药用植物之一，也是普遍常见的野草之一，目前已分布于世界各地。在北美，因其生长分布范围非常广泛，长叶车前普遍地被归类为一种入侵性杂草。

## 药用价值
就像车前子，长叶车前也可入药，略不同的是，前者是种子入药，后者是叶子。在欧洲，因其优良的医药效果，长叶车前的叶子经常使用于药汤及其他草药配制中，是传统的止咳药。实际上，长叶车前叶子的有效成分可以舒缓口腔及咽喉粘膜炎或感冒所引起的不适，主要可归因于其叶子成分的（对细菌活动）抗生素功效。因此，用其叶子泡制成的茶是非常有效的止咳药。现在，在欧洲各大药房都可轻易地买到长叶车前叶子炼制成的咳嗽药水。

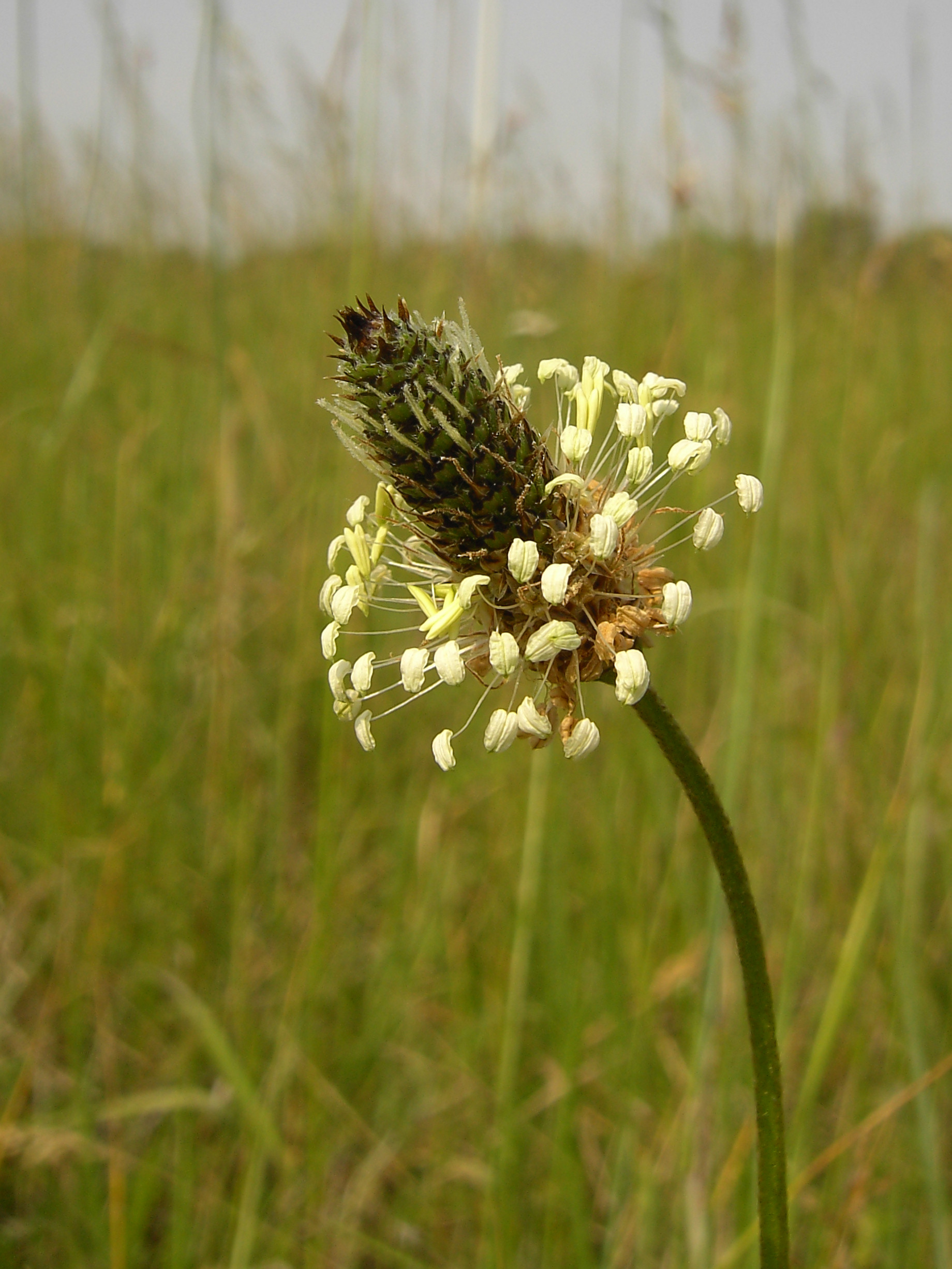
长叶车前

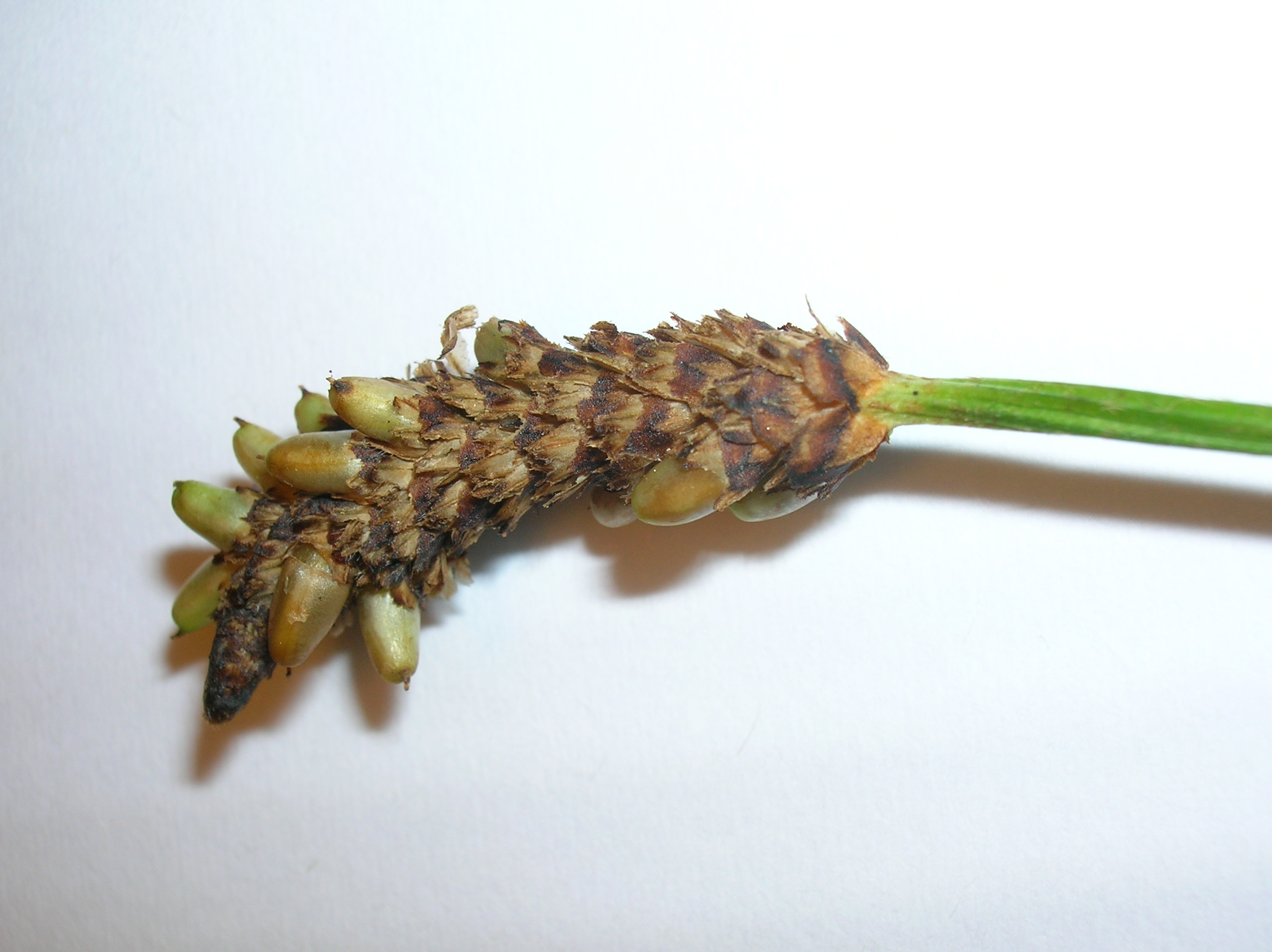
已开花结果的长叶车前